# Martins Sesks
Martins Sesks (Liepāja, Letònia; 18 de setembre de 1999) és un pilot de ral·li que disputa el Campionat Mundial de Ral·lis amb l'equip M-Sport Ford Rally Team.

## Trajectòria
Sesks comença a disputar proves de ral·li a Letònia l'any 2014 amb un Honda Civic Type-R EP3, realitzant més puntualment proves a Estònia o Lituània. Ha guanyat el Campionat de Ral·lis de Letònia júnior els anys 2017 amb un Peugeot 208 R2, l'any 2018 amb un Opel Adam R2 i 2020 amb un Ford Fiesta Rally4.
A partir de 2016 comença a disputar de forma habitual proves del Campionat d'Europa de Ral·lis, guanyant la categoria ERC3 i Júnior l'any 2018 amb un Opel Adam R2. En categoria absoluta, aconsegueix la seva primera victòria al guanyar el Ral·li Liepāja de 2022, reeditant la victòria al 2023.
Debuta al Campionat Mundial de Ral·lis júnior l'any 2019, quedant subcampió de la categoria al 2020 amb un Ford Fiesta Rally4, tan sols superat pel suec Tom Kristensson. Al 2021 finalitzaria en tercera posició per darrere de Sami Pajari i Jon Armstrong.
Desprès d'un 2022 sense un objectiu clar, la temporada 2023 es converteix en pilot de l'equip MRF Tyres, pilotant un Škoda Fabia RS Rally2 i tenint com a gran objectiu la consecució del Campionat d'Europa. Aconseguiria imposar-se al Ral·li de Polònia i al Ral·li Liepāja, però finalitzaria en segona posició de l'europeu, superat pel neozelandès Hayden Paddon.

### M-Sport Ford (2024-actualitat)
L'any 2024 l'inicia com a pilot de MRF Tyres disputant el Campionat d'Europa amb un Toyota GR Yaris Rally2, però a mitja temporada anuncià el seu fitxatge per l'equip M-Sport Ford Rally Team, disputant tres proves del Campionat Mundial de Ral·lis amb un Ford Puma Rally1 Hybrid. La seva actuació tindrà continuïtat a la següent temporada, quan s'anuncia que disputarà sis proves més.